# J.H. Johansen
J.H. Johansen (født 2. december 1909 i København, død 20. marts 1983) var en dansk officer i artilleriet.
Johansen var søn af lektor H. Th. Johansen (død 1955) og hustru Margrethe født Gammeltoft (død 1918). Han blev student fra Frederiksberg Gymnasium 1928 og blev optaget på Hærens Officersskole. Han blev premierløjtnant i artilleriet 1932, kaptajnløjtnant 1938, kaptajn 1942, oberstløjtnant 1951, oberst 1956 og slutteligt generalmajor 1960.
Han var assisterende militærattaché ved den danske ambassade i Washington D.C. fra 1950 og militærattaché sammesteds 1951 og tillige ved gesandtskabet i Ottawa fra 1951. Hjemvendt til Danmark blev Johansen chef for 24. artilleriafdeling 1953, stabschef hos generalinspektøren for artilleriet 1954 og forrettede tjeneste ved Østre Landsdelskommando fra 1956. Han blev chef for Sjællandske Luftværnsregiment 1958, blev stillet til rådighed for Hærkommandoen 1960, for chefen for Hæren 1970 og for Forsvarsstaben fra 1971. Han var ildstøtteinspektør 1967-70, gjorde tjeneste ved AFNORTH i Norge 1971 og fik sin afsked 1974.
Han var Kommandør af 1. grad af Dannebrogordenen, bar Hæderstegnet for god tjeneste ved Hæren og en udenlandsk orden.
Johansen blev gift 26. juni 1937 med Else Schaumann (født 6. november 1909 i Haderslev), datter af fabrikejer Max Schaumann og hustru Jensine født Christensen.